# Incoloy
Incoloy is een legering van chroom, nikkel en ijzer.
Incoloy is austenitisch en goed bestand tegen hoge temperaturen en corrosie. Het vindt vooral toepassing in de scheikundige nijverheid. Het is niet magnetisch. Het is duurder en moeilijker te bewerken dan roestvast staal. Nog beter bestand tegen hoge temperaturen en corrosie, maar nog duurder en moeilijker te bewerken zijn hastelloy en inconel. Incoloy is geen eenduidig materiaal: er zijn nog verschillende samenstellingen die aangeduid worden met drie cijfers, bijvoorbeeld incoloy-825: 42 % nikkel, 21 % chroom, 22 % ijzer, 3 % molybdeen, 2 % koper, 1 % titanium.